# Cotxera per autobusos de línia de Tiana a Montgat
La Cotxera per autobusos de línia de Tiana a Montgat és una obra de Tiana (Maresme) inclosa a l'Inventari del Patrimoni Arquitectònic de Catalunya.

## Descripció
És un edifici civil; es tracta d'una gran nau de planta rectangular, sense cap mena de divisió interna de l'espai. Coberta per un sostre de dos vessants d'uralita sustentada per un embigat.
L'edifici no té façana, només un gran frontó realitzat amb llistons de fusta així com la decoració de la part frontal del voladís. El mur lateral esquerra presenta dos finestrals típics de la seva estructura de primer quart de segle: arcs escarsers tripartits.